# Denis O’Connor (Offizier)
Sir Denis Stuart Scott O’Connor, KBE, CB (* 2. Juli 1907 in Simla, Britisch-Indien; † 18. Januar 1988 in Surrey, England) war ein britischer Offizier und zuletzt Generalleutnant (Lieutenant General) der British Army, der unter anderem von 1962 bis 1964 stellvertretender Chef des Verteidigungsstabes (Deputy Chief of Defence Staff) zwischen 1964 und 1966 Befehlshaber der britischen Streitkräfte in Hongkong (Commander British Forces in Hong Kong) war.

## Leben
Denis Stuart Scott O’Connor, Sohn von Oberstleutnant Malcolm Scott O’Connor und dessen Ehefrau Edith Annie O’Connor, absolvierte eine Offiziersausbildung an der Royal Military Academy Woolwich und wurde nach deren Abschluss im September 1927 als Leutnant (Second Lieutenant) in die Royal Artillery übernommen. In den folgenden Jahren fand er zahlreiche Verwendungen als Offizier und Stabsoffizier und fungierte während des Zweiten Weltkrieges zwischen dem 30. April 1942 und dem 23. September 1943 als Erster Generalstabsoffizier (General Staff Officer 1) der 11. Panzerdivision (11th Armoured Division). 1944 war er zeitweilig Kommandeur (Commanding Officer) des 63. Mittleren Artillerieregiments (63rd Medium Regiment, Royal Artillery) und wurde am 1. September 1944 zum Major befördert. In den letzten Kriegsmonaten war er zwischen dem 29. Januar und dem 14. Juni 1945 erneut Erster Generalstabsoffizier und übernahm daraufhin die Dienststellungen als Brigadegeneral im Generalstab vom 14. Juni bis zum 24. Juli 1945 beziehungsweise zwischen dem 25. Juli und dem 26. November 1945 als Oberst im Generalstab. Anschließend fungierte er vom 27. November 1945 bis zum 18. April 1946 als Brigadegeneral im Generalstab für Planung im Streitkräftekommando Südostasien SEAC (South East Asia Command) und wurde für seine Verdienste 1946 zum Officer des Order of the British Empire (OBE) ernannt. Nachdem er zwischen dem 28. Juni und dem 31. Oktober 1946 abermals Erster Generalstabsoffizier war, übernahm er zwischen dem 1. November 1946 und dem 12. Dezember 1949 den Posten als Brigadegeneral im Generalstab für Stabsdienste der Landstreitkräfte im Mittleren Osten (Middle East Land Forces) beziehungsweise war dort zuletzt zwischen 1948 und 1949 Brigadegeneral für Planung und Operationen. Er wurde für seine Verdienste 1949 Commander des Order of the British Empire (CBE).

Generalmajor O’Connor war zwischen 1957 und 1958 der 6. Panzerdivision (6th Armoured Division), der „Mailed Fist“-Division.

O’Connor wurde am 29. November 1949 zum Oberstleutnant (Lieutenant-Colonel) sowie am 31. Dezember 1950 zum Oberst (Colonel) befördert und fungierte zwischen 9. April 1951 und dem 3. Dezember 1952 als Chefausbilder an der Artillerieschule (School of Artillery). Anschließend wurde er nach Deutschland versetzt und war dort zwischen dem 7. Januar 1953 und dem 27. Februar 1955 Kommandeur der Artillerieverbände der 11. Panzerdivision (Commander Royal Artillery, 11th Armoured Division), wobei er in dieser Verwendung am 6. Januar 1955 zum Brigadegeneral (Brigadier) befördert wurde. Nachdem er zwischenzeitlich vom 31. März 1955 bis zum 20. Dezember 1956 Planungsdirektor im Kriegsministerium (War Office) war, kehrte er nach Deutschland zurück und übernahm am 30. Januar 1957 den Posten als Nachfolger von Generalmajor Roderick McLeod den Posten als Kommandeur (General Officer Commanding) der 6. Panzerdivision (6th Armoured Division). Diese Kommando hatte er bis zum 12. Februar 1958 inne und wurde daraufhin von Generalmajor William Gurdon Stirling abgelöst, wobei er am 9. September 1957 auch seine Beförderung zum Generalmajor (Major General) erhielt. Nach seiner Rückkehr war er zwischen dem 24. Februar 1958 und dem 4. Januar 1960 Chefausbilder des Heeres am Imperial Defence College (IDC) in London und wurde für seine Verdienste 1959 auch Companion des Order of the Bath (CB). Am 7. Februar 1960 löste er Generalmajor Ronald Bramwell-Davis als Kommandeur des Distrikts Aldershot (District Officer Commanding Aldershot District) ab und hatte diesen Posten bis zum 8. November 1961 inne, woraufhin Generalmajor John Francis Metcalfe seine Nachfolge antrat.
Am 2. Januar 1962 übernahm Denis O’Connor unter gleichzeitiger Beförderung zum Generalleutnant (Lieutenant General) als Nachfolger von Air Marshal Sir Alfred Earle as Amt als stellvertretender Chef des Verteidigungsstabes (Deputy Chief of Defence Staff) und war als solcher bis zu seiner Ablösung durch den nunmehrigen Air Chief Marshal Sir Alfred Earle am 29. Februar 1964 als Vice-Chief of the Defence Staff einer der engsten Mitarbeiter und Berater des Chief of the Defence Staff, Admiral of the Fleet Louis Mountbatten, 1. Earl Mountbatten of Burma. Während dieser Zeit wurde er im Zuge der sogenannten „New Year Honours“ am 1. Januar 1963 als Knight Commander des Order of the British Empire (KBE) geadelt, so dass er fortan das Prädikat „Sir“ führte. Zugleich bekleidete er zwischen dem 7. Januar 1963 und dem 2. Juli 1972 das Ehrenamt als Colonel-Commandant of the Royal Artillery. Zuletzt wurde er am 18. Juni 1964 Nachfolger von Generalleutnant Sir Richard Craddock Befehlshaber der britischen Streitkräfte in Hongkong (Commander British Forces in Hong Kong) und hatte dieses Kommando bis zum 4. Juni 1966 inne, woraufhin Generalleutnant Sir John Worsley ihn ablöste. Am 29. August 1966 schied er aus dem aktiven Militärdienst und trat in den Ruhestand.